# Gran Premio dell'Emilia-Romagna 2024
Il Gran Premio dell'Emilia-Romagna 2024 è stata la settima prova della stagione 2024 del campionato mondiale di Formula 1. La gara si è corsa domenica 19 maggio all'Autodromo Enzo e Dino Ferrari di Imola, in Italia, ed è stata vinta dall'olandese Max Verstappen su Red Bull Racing-Honda RBPT, al cinquantanovesimo successo in carriera; Verstappen ha preceduto sotto la bandiera a scacchi il britannico Lando Norris su McLaren-Mercedes e il monegasco Charles Leclerc su Ferrari.
A questa edizione hanno assistito più di 200 000 spettatori nel corso del weekend di gara, all'epoca nuovo record per il Gran Premio dell'Emilia-Romagna sul circuito di Imola, più dei 129 656 spettatori dell'ultima edizione corsa nel 2022, e dei 160 000 previsti per l'edizione del 2023, prima del suo annullamento. Fu anche il dato più alto mai registrato per un Gran Premio corso all'Autodromo Enzo e Dino Ferrari.

## Vigilia

### Aspetti tecnici
Per questo Gran Premio la Pirelli, fornitore unico degli pneumatici, offre la scelta tra gomme di mescola C3, C4 e C5, la tipologia di mescole più morbide che caratterizzano l'intera gamma messa a disposizione dall'azienda fornitrice degli pneumatici. La stessa opzione fu inizialmente scelta, per la prima volta, per l'edizione 2023 del Gran Premio, prima del suo annullamento. Nelle altre precedenti edizioni, la scelta ricadde sulle mescole C2, C3 e C4. Essa viene stabilita per la seconda volta in stagione dopo il Gran Premio d'Australia. Prima del precedente Gran Premio di Miami, la Pirelli nomina allo stesso tempo la scelta degli pneumatici per i successivi Gran Premi di Monaco e Canada.
La Federazione Internazionale dell'Automobile stabilisce una sola zona in cui può essere utilizzato il Drag Reduction System, ovvero sul rettilineo principale dei box, confermando la scelta stabilita fin dall'edizione inaugurale del 2020. Il detection point, ovvero il punto per la determinazione del distacco fra piloti, è posizionato prima della curva 17. L'Autodromo Enzo e Dino Ferrari di Imola è uno dei pochi circuiti presenti nel calendario del campionato mondiale di Formula 1 dove è utilizzabile una sola zona DRS per l'apertura del dispositivo mobile. 
Il detection point e il punto di attivazione del DRS hanno sempre subito delle modifiche. Se per l'edizione inaugurale del 2020 il detection point fu stabilito dopo la curva 18 e il punto di attivazione sulla linea del traguardo, nell'edizione del 2021 il detection point fu spostato prima della curva 17, e il punto di attivazione posizionato prima della curva 19. Nell'edizione del 2022 il detection point fu posizionato ancora più indietro prima della curva 17, e il punto di attivazione non fu modificato. A partire dall'edizione del 2023, prima del suo annullamento, il detection point è posizionato nello stesso punto, mentre il punto di attivazione è stato spostato più avanti, dopo la curva 19. Quest'ultima modifica è stata apportata dopo le analisi delle zone del DRS durante il 2022, introducendo cambiamenti per il 2023 al fine di facilitare i sorpassi o renderli più difficili in alcuni circuiti in cui si riteneva che la zona in cui utilizzare il dispositivo mobile fosse troppo facile o difficile al fine di effettuare un sorpasso.
Rispetto all'ultima edizione disputata del 2022, il circuito è oggetto di alcune modifiche. La ghiaia viene aggiunta all'uscita della Variante Alta (curve 14 e 15), e la sezione d'asfalto ridotta alla curva 15 sul lato destro. Essa è stata anche ridotta all'uscita della Piratella (curva 9) sul lato destro, così come alle Acque Minerali (curve 12 e 13) sul lato sinistro. Nuovi doppi cordoli sono stati installati sul lato sinistro alle curve 2, 4, 5, 9 e 19, e sul lato destro alle curve 3, 6, 11 e 12, e all'uscita della curva 15. All'inizio del cordolo della curva 6 sul lato destro è stato installato uno strato di asfalto per rimuovere il gradino tra cordolo e il ciglio. Tra la curva 7 e la curva 8 sul lato destro due coperture per i tombini sono state sostituite con uno di modello francese.
La Federazione rende noto che al termine della gara del precedente Gran Premio di Miami, tra le prime dieci vetture classificate è stata sorteggiata l'Alpine di Esteban Ocon per le verifiche tecniche. Le ispezioni hanno riguardato i componenti angolari anteriori e posteriori dei tamburi, delle prese d'aria, dei condotti di raffreddamento, dei deflettori, dei montanti delle sospensioni, e delle pinze dei freni e i loro dischi. Tutti i componenti ispezionati sono risultati essere conformi al regolamento tecnico.
Prima dell'inizio della prima sessione di prove libere del venerdì, sulla vettura di Logan Sargeant, Kevin Magnussen e Nico Hülkenberg viene installata la seconda unità relativa al motore a combustione interna, al turbocompressore, all'MGU-H e all'MGU-K. Sulla vettura di Charles Leclerc viene installata la terza unità degli stessi quattro componenti. Sulla vettura di Daniel Ricciardo e Yuki Tsunoda viene installata la seconda unità relativa al sistema di recupero dell'energia e all'unità di controllo elettronico. Sulla vettura di Max Verstappen e Sergio Pérez la seconda unità relativa all'unità di controllo elettronico. Sulla vettura di Sargeant viene installata la seconda unità relativa all'impianto di scarico, sulla vettura di Esteban Ocon, Magnussen e Hülkenberg la terza unità, e sulla vettura di Leclerc la quarta unità dello stesso componente. Tutti i piloti non sono penalizzati sulla griglia di partenza in quanto i nuovi componenti installati rientrano tra quelli utilizzabili nel numero massimo stabilito dal regolamento tecnico. Sulla vettura di Sargeant viene installata la terza scatola del cambio e la terza trasmissione, e sulla vettura di Tsunoda la seconda unità degli stessi componenti. Entrambi i piloti non sono penalizzati sulla griglia di partenza in quanto i nuovi componenti installati rientrano tra quelli utilizzabili nel numero massimo stabilito dal regolamento tecnico.

### Aspetti sportivi
Il Gran Premio rappresenta il settimo appuntamento stagionale a distanza di due settimane dalla disputa del Gran Premio di Miami, sesta gara del campionato. Dopo la disputa della prima di tre tappe totali del campionato negli Stati Uniti d'America, il mondiale si sposta in Europa con il primo appuntamento della stagione previsto nel vecchio continente. Il Gran Premio dell'Emilia-Romagna torna a far parte del calendario del campionato mondiale per la prima volta dalla stagione 2022. A pochi giorni dalla disputa dell'edizione 2023, esso viene annullato a causa dell'ondata eccezionale di maltempo che prima del weekend di gara si abbatte sull'Emilia-Romagna. Fu il primo Gran Premio a essere stato annullato dopo il Gran Premio d'Australia 2020, non disputatosi per via della pandemia di COVID-19. Il Gran Premio è la seconda di tre prove calendarizzate nel mese di maggio. La gara viene corsa ufficialmente in questo mese per la prima volta, dopo che l'edizione annullata del 2023 fu programmata sempre a maggio. Il campionato disputa un appuntamento sulla tipologia di tracciato permanente per la prima volta dal Gran Premio di Cina. Il contratto per la disputa della gara nel calendario mondiale, sempre all'Autodromo Enzo e Dino Ferrari, è stato rinnovato nel mese di marzo 2022 fino alla stagione successiva. Sponsor del Gran Premio per questa edizione è, per la prima volta, la compagnia di navigazione svizzera MSC Cruises, insieme all'indicazione di provenienza di un bene che ha origine in Italia, come fin dalla denominazione dell'edizione del 2021. L'evento è oggetto per la quarta volta di una sponsorizzazione diversa su altrettante edizioni. È la titolazione più lunga usata per un Gran Premio nella storia della categoria. A questa edizione assistono più di 200 000 spettatori nel corso del weekend di gara, nuovo record per il Gran Premio sul circuito di Imola, più dei 129 656 spettatori dell'ultima edizione corsa nel 2022, e dei 160 000 previsti per l'edizione annullata del 2023. È anche il dato più alto mai registrato per un Gran Premio corso all'Autodromo Enzo e Dino Ferrari.
Presente nel calendario del campionato mondiale di Formula 1 fin dalla stagione 2020 quando la Federazione fu costretta a stravolgere il calendario sostituendo numerosi Gran Premi precedentemente annullati a causa delle problematiche dettate dalla pandemia di COVID-19, il Gran Premio dell'Emilia-Romagna, dal nome della regione italiana dove ha sede l'evento, vede la disputa della quarta edizione. Il Gran Premio si corre all'Autodromo Enzo e Dino Ferrari di Imola, sede in passato di un'edizione del Gran Premio d'Italia, nel 1980, e di ventisei del Gran Premio di San Marino, dal 1981 al 2006, su vecchie configurazioni del tracciato rispetto a quella attuale in uso fin dall'edizione inaugurale del 2020 quando il circuito tornò a ospitare a distanza di quattordici anni una gara di Formula 1, dopo il Gran Premio di San Marino 2006. Questa edizione è la prima dal 2021 svolta nel tradizionale formato di gara. La prima edizione del 2020 fu spalmata su due giorni. Non furono infatti previste le due sessioni di prove libere del venerdì, ma solo una, da tenersi il sabato mattina. Il resto del formato non subì variazioni, con le qualifiche al sabato pomeriggio e la domenica la gara. Nell'ultima edizione corsa del 2022 il Gran Premio fu uno dei tre della stagione oggetto del formato della disputa della Sprint. La prima edizione, che rappresentò il centesimo Gran Premio della storia della Formula 1 corso in Italia, fu disputata nella parte conclusiva della stagione, mentre dal 2021 il Gran Premio è programmato nella parte iniziale del calendario.
L'appuntamento a Imola è il primo del campionato in cui il mondiale fa visita sul suolo italiano. L'altra prova in calendario è il tradizionale Gran Premio d'Italia a Monza, nel mese di settembre. L'Italia ospita il primo appuntamento europeo del 2024 dopo aver disputato l'ultimo del 2023 con il Gran Premio omonimo. Il Paese presenta due Gran Premi in calendario sul proprio territorio per la prima volta dalla stagione 2022. L'Italia rafforza il proprio record di Gran Premi validi per il campionato mondiale di Formula 1, per un totale di 105 gare già disputate, di cui 74 edizioni del Gran Premio d'Italia, 26 del Gran Premio di San Marino, tre del Gran Premio dell'Emilia-Romagna, e un'edizione a testa del Gran Premio di Pescara e del Gran Premio della Toscana. La sede di Monza ha ospitato il maggior numero di Gran Premi della storia della categoria (73), mentre a Imola si corre per la trentunesima volta dal debutto del tracciato in calendario nel 1980. Nel 2023 si sono celebrati i settant'anni dalla costruzione dell'impianto, mentre in questo campionato ricorre il trentesimo anniversario delle morti di Roland Ratzenberger e Ayrton Senna avvenute nel Gran Premio di San Marino 1994.
Il pilota olandese campione del mondo della Red Bull Racing, Max Verstappen, detiene il record di vittorie in questo appuntamento, con due, che corrispondono alle ultime due edizioni. L'edizione inaugurale è stata conquistata dal britannico della Mercedes, Lewis Hamilton. La Red Bull Racing ha vinto il maggior numero di volte il Gran Premio dell'Emilia-Romagna (2), seguita da un successo della Mercedes. Tre piloti differenti hanno conquistato la pole position in altrettante edizioni disputate: il finlandese, ora alla Sauber, Valtteri Bottas, seguito da Hamilton e Verstappen. La Mercedes detiene il record di partenze al palo (2), seguita dalla Red Bull Racing con una. Michael Schumacher ha vinto il maggior numero di volte all'Autodromo Enzo e Dino Ferrari (7), sette successi tutti ottenuti nel Gran Premio di San Marino. Vinse nel 1994 con la Benetton e nel 1999, 2000, dal 2002 al 2004, e nel 2006, ultima edizione della corsa sotto questa denominazione, con la Ferrari. Schumacher è seguito dal brasiliano Ayrton Senna e dal francese Alain Prost con tre vittorie a testa su questo tracciato. Il pilota spagnolo dell'Aston Martin, Fernando Alonso, è l'unico altro pilota del campionato ad aver vinto a Imola nel 2005 con l'ex scuderia denominata Renault. Senna detiene il record di pole position sul circuito imolese (8), ottenute con la Lotus dal 1985 al 1987, con la McLaren dal 1988 al 1991, e con la Williams nel 1994, oltre al record personale di sette partenze al palo consecutive, dal 1985 al 1991. Il brasiliano precede il tedesco Schumacher, con cinque partenze al palo, e il francese René Arnoux, con tre. Williams e Ferrari condividono il maggior numero di successi sul circuito del Santerno (8). La scuderia britannica vinse nel 1987 e nel 1992 con Nigel Mansell, con Riccardo Patrese nel 1990, con Prost nel 1993, con Damon Hill nel 1995 e 1996, con Heinz-Harald Frentzen nel 1997 e con Ralf Schumacher nel 2001. La scuderia di Maranello vinse nel 1982 con Didier Pironi e nel 1983 con Patrick Tambay, e successivamente per sei volte con Michael Schumacher. L'edizione del 2021 rappresentò la prima partenza in prima fila in carriera per Sergio Pérez della Red Bull Racing. Da allora il messicano ne ha ottenute ulteriori undici, con la pole position conquistata in tre occasioni, nelle edizioni 2022 e 2023 del Gran Premio d'Arabia Saudita, e nel Gran Premio di Miami 2023. Il finlandese JJ Lehto detiene il record per aver concluso a podio dalla posizione più bassa, la sedicesima, nell'edizione del 1991 con la Dallara. In trenta Gran Premi corsi a Imola, dieci vittorie sono arrivate da piloti partenti in pole position, e per nove volte partenti dalla seconda posizione. Nessun pilota ha mai vinto dopo essere partito oltre la quinta posizione, con il brasiliano Nelson Piquet della Brabham vincente dopo essere partito quinto nel 1980 e 1981. Prima del debutto in Formula 1 nel 2007, Hamilton corse a Imola nella GP2 Series del 2006. Nella feature race, partito terzo, fu squalificato, mentre nella sprint race terminò terzo dopo essere partito ultimo. La Mercedes disputa il trecentesimo Gran Premio in Formula 1 dopo il debutto nella stagione 1954 nel Gran Premio di Francia, mentre il pilota canadese dell'Aston Martin, Lance Stroll, la centocinquantesima partenza in un Gran Premio dopo il debutto nella stagione 2017 nel Gran Premio d'Australia con la Williams.
Il pilota australiano della McLaren, Oscar Piastri, e quello tedesco della Haas, Nico Hülkenberg, corrono per la prima volta all'Autodromo Enzo e Dino Ferrari. Lo statunitense della Williams, Logan Sargeant, gareggia sul circuito di Imola per la prima volta nella massima categoria. Sargeant corse in Formula 2 nel 2022, dove ottenne un sesto posto nella sprint race e un settimo nella feature race. Il pilota di riserva della Ferrari e di Formula 2 per il team Prema Racing, il britannico Oliver Bearman, prende parte alla prima sessione di prove libere del venerdì con la Haas al posto del danese Kevin Magnussen, con il numero 50. La scuderia statunitense segue quanto previsto nel regolamento sportivo valevole dal 2022, in cui tutte le squadre iscritte al campionato hanno l'obbligo di schierare, durante le sessioni di prove libere, almeno due piloti giovani che non abbiano corso in più di due Gran Premi, in due occasioni, uno su ciascuna vettura. Bearman ha già corso in stagione, debuttando in un Gran Premio di Formula 1, in quello d'Arabia Saudita con il numero 38, alla Ferrari al posto dello spagnolo Carlos Sainz Jr., in quanto a quest'ultimo era stata diagnosticata un'appendicite.
La Ferrari annuncia il cambio di ingegnere di pista per il pilota monegasco Charles Leclerc. Lo spagnolo Xavi Marcos viene sostituito da Bryan Bozzi. Il costruttore italiano ingaggia l'ingegnere Loic Serra e l'ex pilota belga Jerome d'Ambrosio, entrambi provenienti della Mercedes. Serra ricopre il ruolo di Head of Chassis Performance Engineering, mentre D'Ambrosio quello di Deputy Team Principal e della direzione della Ferrari Driver Academy. I loro ruoli saranno effettivi dal 1º ottobre. Il pilota thailandese della Williams, Alexander Albon, rinnova firmando un contratto pluriennale oltre il 2025. La McLaren annuncia due piloti di Formula 3, l'irlandese Alex Dunne e il norvegese Martinius Stenshorne, nel proprio programma di sviluppo per giovani piloti.
L'ex pilota di Formula 1 Vitantonio Liuzzi è nominato commissario aggiunto. L'italiano ha svolto in passato, in diverse occasioni, tale funzione, l'ultima nel precedente Gran Premio di Miami. È la casa automobilistica tedesca Mercedes a fornire la safety car e la medical car, per l'ultima volta fornitrice delle vetture nel precedente Gran Premio a Miami.

## Prove

### Resoconto
Nella prima sessione di prove libere del venerdì il solo pilota a scendere al di sotto del minuto e diciassette secondi sul giro è il ferrarista Charles Leclerc. Il monegasco ha colto la prestazione con le gomme a mescola morbida, dopo che aveva testato, nel corso della sessione, le medie. L'altro ferrarista, Sainz Jr., è terzo; lo spagnolo si è invece preoccupato di testare il comportamento delle gomme dure. Tra le due vetture italiane si è classificato George Russell. Alle spalle dei primi tre si sono piazzate le Red Bull Racing, che però hanno utilizzato solo gomme soft: Verstappen è stato però costretto a sostituire, per due volte, le barre anteriori. Alexander Albon ha, invece, provocato l'esposizione della bandiera rossa, dopo circa venti minuti dall'inizio della sessione: verso le Acque Minerali la sua monoposto ha perso potenza, per un guasto alla power unit. Questo ha costretto a interrompere le prove, per la necessità di recuperare la vettura. Le monoposto soffrono di saltellamento, molto presente sul rettilineo verso la variante del Tamburello. Le prestazioni sono, comunque, molto vicine, coi primi undici piloti racchiusi in meno di un secondo.
La Red Bull Racing è stata multata di 1 000 euro da parte della Federazione in quanto Sergio Pérez ha superato la velocità massima stabilita dentro la corsia dei box.
Leclerc ha confermato la sua prestazione anche nella seconda sessione. In questo caso il monegasco è riuscito a scendere al di sotto del minuto e sedici secondi. In questa sessione, al secondo posto, si è piazzato Oscar Piastri. I compagni di scuderia dei primi due non sono riusciti a chiudere un giro rapido: Norris è stato protagonista di un errore di guida alla Rivazza, mentre Carlos Sainz Jr. è quinto, senza completare il giro più rapido. Al terzo posto c'è Yuki Tsunoda, che ha battuto le due Mercedes. Le vetture tedesche hanno difficoltà a mettere in temperatura le gomme, tanto da dover compiere due giri di lancio, molto lenti, provocando le lamentele degli altri piloti. Le Red Bull Racing hanno chiuso col settimo e ottavo tempo, ma i piloti si sono presentati alquanto nervosi, con Verstappen autore di un lungo e di una chiusura su Hamilton, mentre Pérez ha rallentato Leclerc.
Al termine della seconda sessione di prove libere, Yuki Tsunoda viene convocato dai commissari sportivi per non aver seguito le istruzioni stabilite dalla direzione gara, avendo effettuato una prova di partenza da una diversa posizione. Il pilota giapponese della RB riceve una reprimenda legata alla guida, la prima della stagione. Sergio Pérez e Charles Leclerc vengono convocati in quanto il pilota messicano ha ostacolato quello monegasco alla curva 3. Il pilota della Red Bull Racing non riceve sanzioni.
Prima dell'inizio della terza sessione di prove libere del sabato, sulla vettura di Charles Leclerc viene installata la terza scatola del cambio e la terza trasmissione. Il pilota monegasco della Ferrari non è penalizzato sulla griglia di partenza in quanto i nuovi componenti installati rientrano tra quelli utilizzabili nel numero massimo stabilito dal regolamento tecnico. Sulla vettura di Esteban Ocon viene installata la quarta unità relativa all'impianto di scarico. Il pilota francese dell'Alpine non è penalizzato sulla griglia di partenza in quanto i nuovi componenti installati rientrano tra quelli utilizzabili nel numero massimo stabilito dal regolamento tecnico.
Nelle prove del sabato sono le due McLaren a monopolizzare le prime due posizioni della graduatoria. In realtà l'esposizione della bandiera rossa, dopo un'uscita di pista di Pérez alla Variante Gresini, non ha permesso a molti piloti la ricerca del giro rapido. Le due Ferrari si sono posizionate alle spalle delle vetture britanniche: Sainz Jr. e Leclerc hanno ottenuto le migliori prestazioni, prima che il duo McLaren potesse tentare il giro da qualifica. Anche Fernando Alonso è stato protagonista di un'uscita di pista, alla Rivazza. L'asturiano ha perduto la vettura, andando in sottosterzo, colpendo le barriere con la gomma posteriore destra e con l'ala posteriore. Il pilota, incolume, è stato comunque portato al centro medico del circuito. Si è, invece, sfiorato un incidente tra Kevin Magnussen, impegnato in un giro veloce, e le due Alpine, che procedevano più lentamente.
L'Aston Martin è stata multata di 100 euro da parte della Federazione in quanto Lance Stroll ha superato la velocità minima stabilita dentro la corsia dei box. Al termine della sessione, Daniel Ricciardo e Kevin Magnussen vengono convocati dai commissari sportivi a causa di una situazione di pericolo avvenuta tra i due piloti alla curva 13. La scuderia di Ricciardo, la RB, viene sanzionata di 5 000 euro da parte della Federazione.

### Risultati
Nella prima sessione del venerdì si è avuta questa situazione:
| Pos | Nº | Pilota           | Costruttore | Tempo    | Gap    | Giri |
| --- | -- | ---------------- | ----------- | -------- | ------ | ---- |
| 1   | 16 | Charles Leclerc  | Ferrari     | 1'16"990 |        | 30   |
| 2   | 63 | George Russell   | Mercedes    | 1'17"094 | +0"104 | 28   |
| 3   | 55 | Carlos Sainz Jr. | Ferrari     | 1'17"120 | +0"130 | 25   |

Nella seconda sessione del venerdì si è avuta questa situazione:
| Pos | Nº | Pilota          | Costruttore      | Tempo    | Gap    | Giri |
| --- | -- | --------------- | ---------------- | -------- | ------ | ---- |
| 1   | 16 | Charles Leclerc | Ferrari          | 1'15"906 |        | 29   |
| 2   | 81 | Oscar Piastri   | McLaren-Mercedes | 1'16"098 | +0"192 | 30   |
| 3   | 22 | Yuki Tsunoda    | RB-Honda RBPT    | 1'16"286 | +0"380 | 32   |

Nella sessione del sabato si è avuta questa situazione:
| Pos | Nº | Pilota           | Costruttore      | Tempo    | Gap    | Giri |
| --- | -- | ---------------- | ---------------- | -------- | ------ | ---- |
| 1   | 81 | Oscar Piastri    | McLaren-Mercedes | 1'15"529 |        | 15   |
| 2   | 4  | Lando Norris     | McLaren-Mercedes | 1'15"829 | +0"300 | 15   |
| 3   | 55 | Carlos Sainz Jr. | Ferrari          | 1'16"067 | +0"538 | 22   |

## Qualifiche

### Resoconto
Prima delle qualifiche, sulla vettura di Fernando Alonso viene installata la terza scatola del cambio e la terza trasmissione. Il pilota spagnolo dell'Aston Martin non è penalizzato sulla griglia di partenza in quanto i nuovi componenti installati rientrano tra quelli utilizzabili nel numero massimo stabilito dal regolamento tecnico.
George Russell affronta la pista con coperture di mescola media, ma decide di non concludere il suo tentativo. Esteban Ocon segna il miglior tempo provvisorio; il francese viene battuto solo dall'arrivo di Leclerc (1'16"463): il monegasco monta gomme medie. Alexander Albon è autore del miglior parziale del primo settore, ma un errore nel prosieguo del giro non gli permette un grande risultato. Norris ha il miglior parziale del secondo settore, tanto da superare Leclerc. Verstappen batte Norris nel primo settore, e anche nel secondo, così da porsi in vetta (1'16"013). Alonso riesce a prendere parte alle qualifiche, dopo l'incidente del mattino: è sesto, provvisoriamente. Pérez, anche lui autore di un'uscita di pista nelle terze libere, è terzo. Poco dopo Piastri lima il tempo di Verstappen, di 0"073. Yuki Tsunoda sale quinto, mentre Sainz Jr. prende il terzo tempo. Anche lo spagnolo, come Leclerc, coglie il suo tempo, con gomme a mescola media. Gasly rimonta quarto, mentre Charles Leclerc è, ora, quinto. Ancora una volta è una McLaren, quella di Norris, a porsi al comando (1'15"915). Alonso effettua un'escursione di pista al Tamburello. A sorpresa il tempo di Norris è battuto da Nico Hülkenberg, in 1'15"841. Alonso, dopo l'uscita di pista, non effettua altri giri, e rimane ultimo. Verstappen si migliora, salendo al primo posto, con 1'15"762. Ricciardo si piazza settimo, mentre Tsunoda coglie il terzo tempo. Leclerc, ancora su gomme medie, prende il secondo posto. Il tempo di Logan Sargeant viene annullato, per non aver rispettato i limiti di pista: il pilota della Williams chiude la sessione senza tempi validi. Oltre allo statunitense, non accedono alla Q2 le due Sauber, Magnussen e Alonso. Viene messo sotto inchiesta il comportamento di Piastri, che nel corso della Q1, ha rallentato Magnussen.
I piloti della Mercedes sono i primi a prendere la pista, nella seconda fase. Russell segna un tempo di 1'16"200, battuto da Hamilton (1'16"197). In seguito tocca a Verstappen ottenere la migliore prestazione, mentre Sergio Pérez resta a quattro decimi. Il tempo di Hamilton è battuto anche da Hülkenberg. Stroll prende il sesto tempo, battuto da Pierre Gasly; il compagno di team Ocon si pone alle sue spalle. Sainz Jr., col suo primo tentativo, è secondo; in seguito il suo tempo viene migliorato da Oscar Piastri, che resta a 0"021 da Verstappen. Sarà poi Leclerc, in 1'15"328, a fare meglio del campione del mondo. Ricciardo segna il sesto tempo, mentre Norris è quarto. A sorpresa scala secondo Tsunoda, a soli 0"030 da Leclerc. Nella parte finale della sessione solo Tsunoda decide di non riprendere la pista. Russell rimonta sesto, mentre Lewis Hamilton è settimo. Entrambi vengono preceduti da Hülkenberg. Si migliora Daniel Ricciardo, nono, così come Sainz Jr. , sesto. Prende il terzo tempo Norris, mentre non entra nella decina di piloti che accedono alla fase decisiva Pérez. Oltre al pilota della Red Bull Racing, non vi prendono parte Ocon, Stroll, Albon e Gasly.
Col primo tentativo in Q3 Verstappen segna il miglior tempo del primo settore, ma è Norris a cogliere la miglior prestazione della seconda parte del tracciato. Il campione del mondo chiude con 1'14"869, mentre Norris termina a meno di un decimo. Hülkenberg prende il terzo tempo, battuto da Tsunoda. Sale terzo Piastri, a circa tre decimi. Il tempo dell'australiano è battuto da un solo ferrarista, Leclerc. Russell sale sesto, davanti Tsunoda. Col secondo giro rapido né Sainz né Leclerc sono capaci di battere la prestazione di Verstappen, che sfrutta anche la scia di un'altra monoposto, nella parte iniziale del giro. Leclerc fa il miglior parziale nel secondo settore, ma resta a due decimi da Verstappen. A chiusura del giro Sainz Jr. resta a tre decimi, mentre Leclerc lima la distanza da Verstappen, ma è distante un decimo dal pilota della Red Bull Racing. Verstappen si migliora ancora, e chiude in 1'14"746. Le due McLaren migliorano, ma nessuno dei due piloti batte il campione del mondo.
L'olandese conquista la trentanovesima pole position in carriera, la settima in stagione, nonché consecutiva. Per Verstappen è la seconda partenza al palo nel Gran Premio dell'Emilia-Romagna, nonché consecutiva dopo quella ottenuta nell'ultima edizione della corsa disputata nel 2022. Per la Red Bull Racing è la centoduesima partenza in prima posizione della storia, la settima del campionato, nonché consecutiva, e la seconda generale in questo appuntamento dopo quella ottenuta proprio da Verstappen nel 2022. Per Piastri, il secondo più rapido senza considerare la penalità, sarebbe stata la seconda prima fila in carriera dopo il Gran Premio del Giappone 2023, sempre dietro a Verstappen, con quest'ultimo poi vincitore della gara. Norris è il terzo più rapido per meno di un decimo dalla pole position. Il pilota britannico della McLaren è qualificato due posizioni più in alto in ogni apparizione sul circuito di Imola dopo la nona, settima, quinta e attuale terza piazza.
Leclerc, quarto qualificato, non ha mai vinto un Gran Premio partendo da oltre la prima fila. Il compagno di scuderia Sainz Jr. è il quinto più rapido, battuto dal monegasco in qualifica per 4-2 nei Gran Premi di questa stagione. Russell è sesto per la prima partenza della Mercedes nelle prime sei posizioni dal Gran Premio del Bahrein, gara d'apertura del campionato. Per Tsunoda la settima posizione è la partenza più alta in stagione, mentre il compagno di scuderia Ricciardo è qualificato alla Q3 per la prima volta in campionato. Hamilton, ottavo, ottiene la qualificazione all'ultima fase nonostante fosse arrivato a 0"022 dall'eliminazione in Q1. Hülkenberg è decimo e si qualifica alla Q3 per la terza gara consecutiva. Pérez è solo undicesimo e per la prima volta in stagione manca l'accesso al Q3 su un tracciato dove ottene la prima fila in carriera, nell'edizione 2021 della gara. Ocon, dodicesimo, pareggia la miglior partenza dell'Alpine in stagione del precedente Gran Premio di Miami del compagno di scuderia Gasly, l'unica volta in cui quest'ultimo ha superato il compagno di squadra in qualifica in campionato. Stroll è qualificato davanti ad Alonso per la terza volta in stagione e per la seconda gara di fila, mentre Albon è quattordicesimo per la quarta volta consecutivamente. Bottas è sedicesimo per la quarta volta in stagione per il compagno di squadra Zhou non ha ancora superato il taglio della Q1 in campionato. Magnussen è eliminato nella prima fase per la quarta gara consecutiva. Per Alonso è la seconda eliminazione in Q1 con l'Aston Martin dopo il Gran Premio degli Stati Uniti d'America 2023.
Per Verstappen è l'ottava pole position generale consecutiva, con la serie iniziata nel Gran Premio di Abu Dhabi 2023, ultima gara del precedente campionato. L'olandese ottiene per la prima volta in carriera otto partenze al palo consecutive, ed eguaglia il record di Ayrton Senna sulla stessa pista dove il pilota brasiliano perse la vita nel trentesimo anniversario, durante il Gran Premio di San Marino 1994. Egli eguaglia anche Alain Prost (1993) quale pilota autore di sette pole position nelle prime sette gare della stagione. Verstappen, alla sessantacinquesima prima fila in carriera e la decima consecutiva, è il primo pilota con più di una pole position in questo appuntamento su quattro edizione disputate. Dalle ultime ventitré partenze dalla prima fila, il campione del mondo ha ottenuto venti vittorie, due secondi posti e un ritiro mentre era in testa nel Gran Premio d'Australia. La Red Bull Racing pareggia il numero delle partenze al palo della Mercedes nel Gran Premio dell'Emilia-Romagna e si trova a cinque lunghezze dalla Lotus, al quinto posto di tutti i tempi, per il maggior numero di pole position registratre nella storia della categoria.
A causa della penalità inflitta a Piastri, Norris parte secondo per la prima fila della McLaren a Imola da Kimi Räikkönen nel Gran Premio di San Marino 2005. Le due vetture della RB sono qualificate al Q3 nel proprio Gran Premio di casa. È il secondo distacco più basso del campionato tra l'autore della pole position e il secondo qualificato dopo il Gran Premio del Giappone. I primi quattro piloti più rapidi sono gli stessi, in quest'ordine, della gara giapponese del 2023.
Sono stati cancellati sei tempi dai commissari sportivi ai piloti per non aver rispettato i limiti della pista, durante le qualifiche. Si sono visti cancellare il tempo tre volte Logan Sargeant (una volta alla curva 18, una volta alla curva 6 e una volta alla curva 9), una volta Alexander Albon (alla curva 18), Fernando Alonso (alla curva 4) e Pierre Gasly (alla curva 17). Zhou Guanyu, Max Verstappen, Sergio Pérez, Carlos Sainz Jr., Gasly, Charles Leclerc, Sargeant e Daniel Ricciardo non ricevono sanzioni da parte dei commissari sportivi, per non aver rispettato le istruzioni stabilite dalla direzione gara. Tutti i piloti hanno superato il tempo limite di un minuto e trentuno secondi valevole tra la seconda linea della safety car e la prima di essa. Zhou, Verstappen e Sainz Jr. per due volte, nel corso del quarto giro e nel corso del quinto in Q1 per il pilota cinese, nel corso del secondo giro e nel corso del quinto in Q1 per l'olandese, e nel corso del quinto giro in Q1 e nel corso del tredicesimo in Q2 per lo spagnolo. Pérez nel corso del quarto giro in Q1, Gasly, Leclerc, Sargeant e Ricciardo nel corso del quinto in Q1.
Al termine delle qualifiche, Oscar Piastri e Kevin Magnussen vengono convocati dai commissari sportivi in quanto il pilota australiano ha ostacolato quello danese alla curve 2 e 3, nel corso della Q1. Piastri viene penalizzato di tre posizioni sulla griglia di partenza.

### Risultati
Nella sessione di qualifica si è avuta questa situazione:
| Pos                         | Nº | Pilota           | Costruttore                  | Q1          | Q2       | Q3       | Griglia |
| --------------------------- | -- | ---------------- | ---------------------------- | ----------- | -------- | -------- | ------- |
| 1                           | 1  | Max Verstappen   | Red Bull Racing-Honda RBPT   | 1'15"762    | 1'15"176 | 1'14"746 | 1       |
| 2                           | 81 | Oscar Piastri    | McLaren-Mercedes             | 1'15"940    | 1'15"407 | 1'14"820 | 5       |
| 3                           | 4  | Lando Norris     | McLaren-Mercedes             | 1'15"915    | 1'15"371 | 1'14"837 | 2       |
| 4                           | 16 | Charles Leclerc  | Ferrari                      | 1'15"823    | 1'15"328 | 1'14"970 | 3       |
| 5                           | 55 | Carlos Sainz Jr. | Ferrari                      | 1'16"015    | 1'15"512 | 1'15"233 | 4       |
| 6                           | 63 | George Russell   | Mercedes                     | 1'16"107    | 1'15"671 | 1'15"234 | 6       |
| 7                           | 22 | Yuki Tsunoda     | RB-Honda RBPT                | 1'15"894    | 1'15"358 | 1'15"465 | 7       |
| 8                           | 44 | Lewis Hamilton   | Mercedes                     | 1'16"604    | 1'15"677 | 1'15"504 | 8       |
| 9                           | 3  | Daniel Ricciardo | RB-Honda RBPT                | 1'16"060    | 1'15"691 | 1'15"674 | 9       |
| 10                          | 27 | Nico Hülkenberg  | Haas-Ferrari                 | 1'15"841    | 1'15"569 | 1'15"980 | 10      |
| 11                          | 11 | Sergio Pérez     | Red Bull Racing-Honda RBPT   | 1'16"404    | 1'15"706 | N.D.     | 11      |
| 12                          | 31 | Esteban Ocon     | Alpine-Renault               | 1'16"361    | 1'15"906 | N.D.     | 12      |
| 13                          | 18 | Lance Stroll     | Aston Martin Aramco-Mercedes | 1'16"458    | 1'15"992 | N.D.     | 13      |
| 14                          | 23 | Alexander Albon  | Williams-Mercedes            | 1'16"524    | 1'16"200 | N.D.     | 14      |
| 15                          | 10 | Pierre Gasly     | Alpine-Renault               | 1'16"015    | 1'16"381 | N.D.     | 15      |
| 16                          | 77 | Valtteri Bottas  | Kick Sauber-Ferrari          | 1'16"626    | N.D.     | N.D.     | 16      |
| 17                          | 24 | Zhou Guanyu      | Kick Sauber-Ferrari          | 1'16"834    | N.D.     | N.D.     | 17      |
| 18                          | 20 | Kevin Magnussen  | Haas-Ferrari                 | 1'16"854    | N.D.     | N.D.     | 18      |
| 19                          | 14 | Fernando Alonso  | Aston Martin Aramco-Mercedes | 1'16"917    | N.D.     | N.D.     | PL      |
| Tempo limite 107%: 1'21"065 |    |                  |                              |             |          |          |         |
| NQ                          | 2  | Logan Sargeant   | Williams-Mercedes            | senza tempo | N.D.     | N.D.     | 19      |

In grassetto sono indicate le migliori prestazioni in Q1, Q2 e Q3.

## Gara

### Resoconto
Prima della gara, sulla vettura di Fernando Alonso viene modificato set up delle sospensioni sotto il regime di parco chiuso senza l'approvazione del delegato tecnico della Federazione. Il pilota spagnolo dell'Aston Martin, qualificatosi in diciannovesima posizione, è costretto a partire dalla pit lane.
Quasi tutti i piloti iniziano la gara con gomme a mescola media: le uniche eccezioni sono Alonso e Gasly, che partono con gomme soft, e Pérez, Zhou, e Sargeant, che usano gomme hard.
Parte bene Verstappen, che precede Norris, le due Ferrari, poi Piastri e le due Mercedes. Nei primi giri l'olandese non sembra capace di scavare un solco ampio sul secondo, tanto che, dopo sette giri, il pilota della Red Bull Racing ha 1"8 di vantaggio su Norris. Alle sue spalle Leclerc è ha 1"5, precedendo di poco più di un secondo Sainz Jr., che vede vicino Piastri. Già al nono giro alcuni piloti si fermano, per passare alle gomme dure, con cui concludere la gara. Fernando Alonso, che si ferma al quattordicesimo giro, riparte con il disco dei freni della gomma anteriore sinistra in fiamme, ma la velocità della vettura fa entrare aria sufficiente a spegnere il principio d'incendio. 
Dopo diciassette giri Max Verstappen conduce con 5"2 di vantaggio su Norris, 6"8 su Leclerc, 9"8 su Sainz Jr. e 10"8 su Piastri. Al ventitreesimo giro tocca a Norris passare ai box, per montare gomme a mescola dura. Il britannico rientra in pista dietro a Pérez, ma è capace di passare il pilota messicano velocemente. Si fermano poi, tra il ventiquattresimo e il ventiseiesimo giro, Piastri, Verstappen e Leclerc. Nel frattempo Verstappen riceve la bandiera bianconera, per aver superato, in tre occasioni, i limiti del tracciato. Un ulteriore superamento porterebbe a una penalizzazione di cinque secondi. Al ventisettesimo giro sia Leclerc che Piastri passano Pérez che si trova in difficoltà con la gestione delle gomme. Il messicano è stato anche autore, nei primi giri, di un'escursione sulla ghiaia, alla Rivazza.
Al ventottesimo passaggio si fermano Carlos Sainz Jr. e Lewis Hamilton: lo spagnolo rientra in gara alle spalle di Oscar Piastri. Dopo 34 giri Verstappen ha un margine di 6"4 su Norris, 9"4 su Leclerc, mentre Piastri è a oltre dieci secondi. Pérez perde altre posizioni, passato anche dal duo della Mercedes. Il pilota della Red Bull Racing viene richiamato ai box solo al trentottesimo giro. Quattro giri dopo Alonso effettua la seconda sosta, che passa alle medie. Leclerc sembra potersi avvicinare a Lando Norris, tanto che, dopo quarantatré giri, sono separati da sette decimi. Un errore alla Variante Gresini, da parte del ferrarista, limita le sue possibilità di attacco. Norris, invece, negli ultimi giri, è capace di tenere un ritmo più rapido di quello di Verstappen, riuscendo ad avvicinarsi, giro dopo giro. George Russell effettua la sua seconda sosta, al cinquantaduesimo passaggio; così facendo cede la sesta piazza a Hamilton. Norris non ha, però, occasione di mettere in difficoltà Verstappen, tanto che solo all'inizio dell'ultimo giro sfiora il distacco di meno di un secondo, che gli permetterebbe di utilizzare il DRS.
Max Verstappen vince il cinquantanovesimo Gran Premio in carriera, la quinta vittoria in stagione, la prima da quella ottenuta nel Gran Premio di Cina. Per il tre volte campione del mondo è il terzo successo consecutivo nel Gran Premio dell'Emilia-Romagna. Per la Red Bull Racing è la quinta vittoria in stagione, la prima da quella ottenuta a Shanghai, la centodiciottesima dalla propria storia, e il terzo successo complessivo in questo appuntamento, nonché consecutivo. Per Norris, secondo, è il diciassettesimo podio in carriera, il quarto della stagione e il terzo consecutivo. Per il britannico della McLaren è anche il terzo podio consecutivo sul circuito di Imola. Per la scuderia di Woking è il miglior risultato a Imola dalla seconda posizione di Kimi Räikkönen nel Gran Premio di San Marino 2003. Per Leclerc, terzo, è il trentaquattresimo podio in carriera e il quarto del campionato. Il pilota monegasco della Ferrari si porta al secondo posto in classifica piloti ai danni di Pérez. Per il costruttore di Maranello è il primo podio sul circuito del Santerno dalla vittoria di Michael Schumacher nel Gran Premio di San Marino 2006.
Piastri è classificato quarto, retrocesso di tre posizioni in griglia a causa di una penalità, ma in gara è riuscito a riconquistarne solo una. L'australiano è arrivato quarto in tre Gran Premi stagionali senza ancora salire sul podio. Sainz Jr. si è classificato quinto per la terza gara consecutiva. Lo spagnolo non ha ancora concluso fuori dai primi cinque in stagione, ed eguaglia il suo miglior piazzamento di sempre a Imola. Hamilton è sesto come nel precedente Gran Premio di Miami, il quale rappresenta il suo miglior risultato dell'anno. Con Russell settimo, è la prima volta che la Mercedes, al trecentesimo Gran Premio in Formula 1, presenta due vetture tra i primi sette dal Gran Premio del Bahrein, prima gara della stagione. L'ottava posizione di Pérez il peggior risultato stagionale per il messicano. Stroll, nono, ottiene punti nella sua centocinquantesima partenza in un Gran Premio della categoria. Tsunoda, decimo, conquista punti per la quarta volta nelle ultime cinque gare. Hülkenberg conclude undicesimo. Il pilota tedesco della Haas non si è mai classificato sotto questa posizione dalla gara d'apertura della stagione in Bahrein. La dodicesima posizione del compagno di scuderia Magnussen è il miglior risultato dell'anno dal punto stagionale ottenuto nel Gran Premio d'Australia. Alonso, diciannovesimo e ultimo classificato, non ottiene punti per la prima volta in stagione.
Verstappen è il primo pilota a vincere per tre volte consecutive sul circuito di Imola da Michael Schumacher con i successi nel Gran Premio di San Marino dal 2002 al 2004. Il campione del mondo, vittorioso nella quarantanovesima gara dall'inizio del 2021 su cinquantanove successi totali, trionfa per la trentaduesima volta in carriera dopo essere partito dalla pole position. Il leader del campionato, al centoquattresimo podio in carriera, il sesto della stagione e il quarto consecutivo, supera di una lunghezza i podi ottenuti da Kimi Räikkönen, al sesto posto di sempre. La percentuale di vittorie in carriera di Verstappen è di 30,7%, e supera quella di Hamilton (30,4%), il quale rappresenta la seconda percentuale più alta dell'attuale intera griglia.
Norris è premiato pilota del giorno per la terza gara consecutiva, e per la seconda volta per tre volte di fila da quando il riconoscimento è stato introdotto nella stagione 2016. Verstappen vince la corsa con 0"725 sul britannico, il quale rappresenta il margine più esiguo per un suo successo dal Gran Premio d'Arabia Saudita 2022. È anche il margine più basso della stagione tra il vincitore e il secondo classificato. Prima di questa gara, le vittorie di Verstappen in campionato avevano un margine medio di 14"352. È stato il più veloce Gran Premio dell'Emilia-Romagna della storia sul tempo della distanza di gara dopo il debutto nella stagione 2020, corso alla media di 217,077 km/h. Essa è anche la media più alta in trentuno Gran Premi della storia corsi sul circuito di Imola, su diverse configurazioni del tracciato. I primi tre classificati tagliano il traguardo nelle stesse posizioni di partenza. Il podio è identico, con le due prime posizioni invertite, del precedente Gran Premio di Miami. Verstappen e Norris occupano le prime due posizioni, in qualsiasi ordine, per la terza gara di fila. Il Gran Premio non ha visto l'esposizione delle bandiere gialle, né dell'utilizzo della safety car o del regime di virtual safety car per la prima volta dal Gran Premio del Bahrein, gara inaugurale del campionato.
Sono stati cancellati undici tempi dai commissari sportivi ai piloti per non aver rispettato i limiti della pista, durante la gara. Si sono visti cancellare il tempo tre volte Max Verstappen (una volta alla curva 18, una volta alla curva 6 e una volta alla curva 17), due volte Nico Hülkenberg (entrambe le volte alla curva 17), una volta Sergio Pérez (alla curva 17), Yuki Tsunoda (alla curva 6), Lewis Hamilton (alla curva 13), Charles Leclerc (alla curva 15), Lando Norris (alla curva 6) e Valtteri Bottas (alla curva 18).

### Risultati
I risultati del Gran Premio sono i seguenti:
| Pos | Nº | Pilota           | Costruttore                  | Giri | Tempo/Ritiro | Griglia | Punti |
| --- | -- | ---------------- | ---------------------------- | ---- | ------------ | ------- | ----- |
| 1   | 1  | Max Verstappen   | Red Bull Racing-Honda RBPT   | 63   | 1h25'25"252  | 1       | 25    |
| 2   | 4  | Lando Norris     | McLaren-Mercedes             | 63   | +0"725       | 2       | 18    |
| 3   | 16 | Charles Leclerc  | Ferrari                      | 63   | +7"916       | 3       | 15    |
| 4   | 81 | Oscar Piastri    | McLaren-Mercedes             | 63   | +14"132      | 5       | 12    |
| 5   | 55 | Carlos Sainz Jr. | Ferrari                      | 63   | +22"325      | 4       | 10    |
| 6   | 44 | Lewis Hamilton   | Mercedes                     | 63   | +35"104      | 8       | 8     |
| 7   | 63 | George Russell   | Mercedes                     | 63   | +47"154      | 6       | 7     |
| 8   | 11 | Sergio Pérez     | Red Bull Racing-Honda RBPT   | 63   | +54"776      | 11      | 4     |
| 9   | 18 | Lance Stroll     | Aston Martin Aramco-Mercedes | 63   | +1'19"556    | 13      | 2     |
| 10  | 22 | Yuki Tsunoda     | RB-Honda RBPT                | 62   | +1 giro      | 7       | 1     |
| 11  | 27 | Nico Hülkenberg  | Haas-Ferrari                 | 62   | +1 giro      | 10      |       |
| 12  | 20 | Kevin Magnussen  | Haas-Ferrari                 | 62   | +1 giro      | 18      |       |
| 13  | 3  | Daniel Ricciardo | RB-Honda RBPT                | 62   | +1 giro      | 9       |       |
| 14  | 31 | Esteban Ocon     | Alpine-Renault               | 62   | +1 giro      | 12      |       |
| 15  | 24 | Zhou Guanyu      | Kick Sauber-Ferrari          | 62   | +1 giro      | 17      |       |
| 16  | 10 | Pierre Gasly     | Alpine-Renault               | 62   | +1 giro      | 15      |       |
| 17  | 2  | Logan Sargeant   | Williams-Mercedes            | 62   | +1 giro      | 19      |       |
| 18  | 77 | Valtteri Bottas  | Kick Sauber-Ferrari          | 62   | +1 giro      | 16      |       |
| 19  | 14 | Fernando Alonso  | Aston Martin Aramco-Mercedes | 62   | +1 giro      | PL      |       |
| Rit | 23 | Alexander Albon  | Williams-Mercedes            | 51   | Ritirato     | 14      |       |

George Russell riceve un punto addizionale per aver segnato il giro più veloce della gara.

## Classifiche mondiali

### Piloti
| Pos | Pilota           | Punti |
| --- | ---------------- | ----- |
| 1   | Max Verstappen   | 161   |
| 2   | Charles Leclerc  | 113   |
| 3   | Sergio Pérez     | 107   |
| 4   | Lando Norris     | 101   |
| 5   | Carlos Sainz Jr. | 93    |
| 6   | Oscar Piastri    | 53    |
| 7   | George Russell   | 44    |
| 8   | Lewis Hamilton   | 35    |
| 9   | Fernando Alonso  | 33    |
| 10  | Yuki Tsunoda     | 15    |
| 11  | Lance Stroll     | 11    |
| 12  | Oliver Bearman   | 6     |
| 13  | Nico Hülkenberg  | 6     |
| 14  | Daniel Ricciardo | 5     |
| 15  | Esteban Ocon     | 1     |
| 16  | Kevin Magnussen  | 1     |

### Costruttori
| Pos | Costruttore                  | Punti |
| --- | ---------------------------- | ----- |
| 1   | Red Bull Racing-Honda RBPT   | 268   |
| 2   | Ferrari                      | 212   |
| 3   | McLaren-Mercedes             | 154   |
| 4   | Mercedes                     | 79    |
| 5   | Aston Martin Aramco-Mercedes | 44    |
| 6   | RB-Honda RBPT                | 20    |
| 7   | Haas-Ferrari                 | 7     |
| 8   | Alpine-Renault               | 1     |

## Decisioni della FIA
Al termine della gara, Alexander Albon viene convocato dai commissari sportivi per aver proseguito in condizioni non di sicurezza dopo il mancato fissaggio del pneumatico anteriore destro durante una sosta ai box. Il pilota thailandese della Williams non riceve sanzioni. Albon era già stato sanzionato con una penalità di dieci secondi di stop and go per la stessa ragione, scontata durante la gara.